# Omni-Path
Omni-Path (también Omni-Path Architecture, abbr. OPA) es una arquitectura de comunicación de alto rendimiento en desuso propiedad de Intel. Su objetivo es lograr una baja latencia de comunicación, un bajo consumo de energía y un alto rendimiento. Intel planeaba desarrollar tecnología basada en esta arquitectura para computación a exaescala. En 2017, Intel ofrecía al menos 7 variaciones de conmutadores Ethernet multipuerto utilizando este término en la forma "Intel® Omni-Path Edge Switch 100 Series", todos "compatibles con 100 Gb/s para todos los puertos". Los primeros modelos de esa serie ya estaban disponibles a partir del cuarto trimestre de 2015.

## Historia

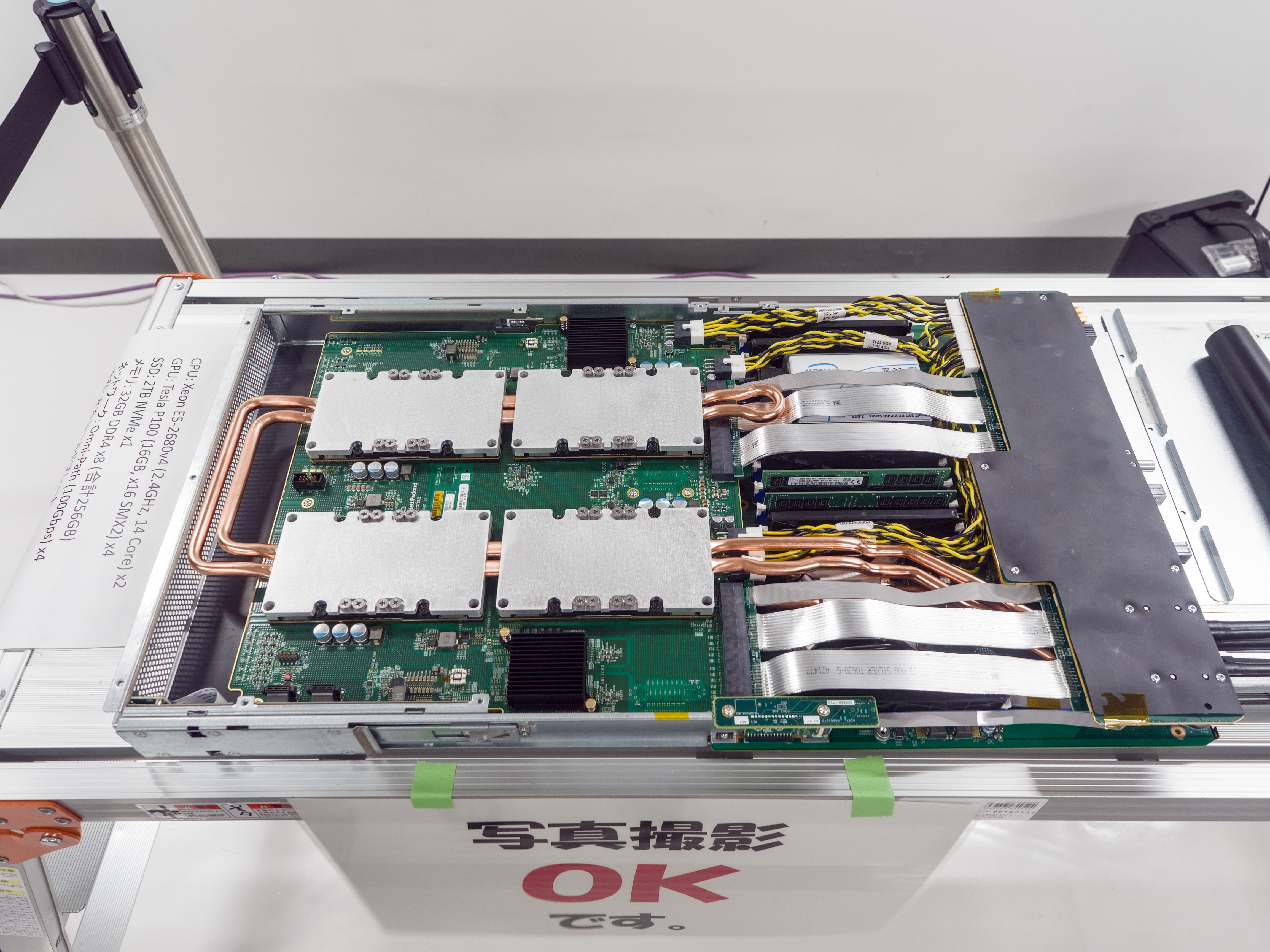
Nodo informático de la supercomputadora TSUBAME 3.0 con cuatro conexiones Omni-Path

La producción de los productos Omni-Path comenzó en 2015 y la entrega masiva de estos productos comenzó en el primer trimestre de 2016. En noviembre de 2015, se anunciaron adaptadores basados en el ASIC "Wolf River" de 2 puertos, que utilizan conectores QSFP28 con velocidades de canal de hasta 100Gbit/s. Simultáneamente, se anunciaron conmutadores basados en el ASIC "Prairie River" de 48 puertos.
En abril de 2016, se discutió la implementación de la interfaz InfiniBand para la estructura Omni-Path.
En octubre de 2016, IBM, Hewlett Packard Enterprise, Dell, Lenovo, Samsung, Seagate Technology, Micron, Western Digital y SK Hynix anunciaron un consorcio conjunto llamado Gen-Z para desarrollar una especificación y una arquitectura abiertas para productos de memoria y almacenamiento no volátiles. incluida la tecnología 3D Xpoint de Intel, que podría competir en parte con Omni-Path.
En julio de 2019, se anunció que Intel no continuará con el desarrollo de productos basados en Omni-Path y canceló la serie OPA 200 (variante de 200 Gbps de Omni-Path).
En septiembre de 2020, Intel anunció que los productos y la tecnología de la red Omni-Path se convertirían en una nueva empresa con Cornelis Networks. Intel continuaría manteniendo el soporte para los productos Omni-Path legados, mientras Cornelis Networks continúa la línea de productos, aprovechando la propiedad intelectual existente de Intel relacionada con la arquitectura Omni-Path.

## Disponibilidad de OEM
Intel también ofreció sus productos y componentes Omni-Path a través de otros proveedores para que los clientes puedan obtener todo el soporte para su entorno de un solo proveedor. Por ejemplo, Dell EMC ofrece la solución Intel Omni-Path como Dell Networking H-series, siguiendo el estándar de denominación familiar de Dell Networking.